# Ятринська відьма
«Ятринська відьма» (рос. «Ятринская ведьма») — білоруський художній фільм 1991 року режисера Бориса Шадурського.

## Сюжет
На Корсака, сина воєводи, очікує служба у короля. Але він закоханий в дружину ятринського священика Раїну і для нього від'їзд стає рівносильний смерті. Він залишається, а красуню Раїну злі язики називають чаклункою. Готується суд і на неї чекає спалення…

## У ролях
- Донатас Баніоніс
- Борис Невзоров
- Ігор Волков
- Зигмунт Маляновіч
- Людмила Шевель
- Олександра Яковлєва
- Олена Внукова
- Гедімінас Сторпірштіс
- Олександр Баринов
- Рудольфас Янсонас
- Юрій Казючиц
- Іван Мацкевич
- Лев Перфілов

## Творча група
- Сценарій: Федір Конєв
- Режисер: Борис Шадурський
- Оператор: Ігор Ремішевський
- Композитор: Відмантас Бартуліс